# Damernas tvåa utan styrman i rodd vid olympiska sommarspelen 1992
Damernas tvåa utan styrman i rodd vid olympiska sommarspelen 1992 avgjordes mellan den 27 juli och 1 augusti 1992.

## Medaljörer
| Gren              | Guld                                    | Silver                                            | Brons                                   |
| Tvåa utan styrman | Kathleen Heddle och Marnie McBean (CAN) | Ingeburg Schwerzmann och Stefani Werremeier (GER) | Stephanie Pierson och Anna Seaton (USA) |

## Resultat

### A-final
| Placering | Roddare                                     | Land           | Tid     |
| --------- | ------------------------------------------- | -------------- | ------- |
| 1         | Kathleen Heddle och Marnie McBean           | Kanada         | 7:06,22 |
| 2         | Ingeburg Schwerzmann och Stefani Werremeier | Tyskland       | 7:07,96 |
| 3         | Stephanie Pierson och Anna Seaton           | USA            | 7:08,11 |
| 4         | Christine Gossé och Isabelle Danjou         | Frankrike      | 7:08,70 |
| 5         | Joanne Turvey och Miriam Batten             | Storbritannien | 7:17,28 |
| 6         | Violeta Zareva och Teodora Zareva           | Bulgarien      | 7:32,67 |